# Eger ostroma (1596)
Eger 1596-os ostroma a tizenöt éves háború egyik jelentős fejezete volt, mely 1596. szeptember–október között zajlott le Eger vár védői és az oszmán haderő csapatai között. A megközelítőleg 7000 fős véderő háromhetes csata után feladta a várat, az ostrom III. Mehmed oszmán szultán döntő győzelmével végződött.

## Előzmények
Az 1552 őszi sikertelen ostromot követően a sérült vár helyreállítását megkezdték. Az erre elkülönített királyi összegeket azonban meglehetősen szigorúan mérték, a ki nem fizetett zsoldok összege nagy méretekre rúgott. Az építkezés szigorú védői előírások mellett zajlott, a várlovasság a várból a környéken messzi portyákat vezetett. A helyreállítás az 1560-as évekig eltartott – Francesco Pozzo építőmester és Martino Remiglio építész vezette, Paolo Mirandola több tervet is kivitelezett a Huszárvárban és a belső várban – ekkoriban készültek el az ó-olasz rendszerű ötszögletű bástyák is. 1569-től itt dolgozott Ottavio Baldigara olasz várépítész is. 1572-ben kezdték el építeni az új-olasz rendszerű fülesbástyákat Baldigara tervei alapján. Tíz évnyi építkezés alatt azonban a munkák lelassultak és elakadtak: a belső várban csak a délkeleti és az északkeleti fülesbástyája készült el. Baldigara 1582 után átadta a vezetést Christoforo Stellának. Ekkoriban a városnak 1100 fős állandó helyőrsége volt, melyből mindössze 400 fő volt magyar, a többi külföldi zsoldoskatona. Egy várvizsgáló bizottság szerint a tisztek visszatartották a zsoldot, mire a katonaság a parasztságot sarcolta, télen pedig nyomorogtak. A védelem kritikán alul gyengének lett minősítve.

## Az ostrom
1596-ban III. Miksa főherceg háromhetes ostrom után bevette Hatvant, majd a védőket leölték, mely vérengzésben jelentős részt vállaltak az egri külföldi zsoldosok is. Büntetésképpen egy hónappal később megindult Eger ellen az ostromló török sereg, mire a királyi hadvezetés is számított, ezért az egri védők létszámát hétezerre egészítették ki.
Szeptember 20-án teljessé vált az ostromzár a város körül, az ostromot maga III. Mehmed szultán vezette. Kétheti tartós ostromot követően október 4-én feladták a várost és felhúzódtak a várba, melyet még aznap ágyúzni kezdett a török. A külső várat egészében a zsoldosok védték. Az ostrom alatt a zsoldosok bort követeltek Nyáry Pál várkapitánytól, majd egy részeg katona által felgyújtott ágyúpor lángra lobbantotta a várárokban lerakott rőzsét (idő előtt). A lángok nyomán pánik tört ki és a külső várból rendezetlenül a belső vár bejárata – a Sötét-kapu – felé rohantak a védők. Az ostromlók folyamatosan nyomták előre a védőket, közben aláaknázták a délkeleti fülesbástyát. Ennek elhárítására önkéntesek – köztük Stella építész – lettek kiküldve, akik az akna felrobbantásakor életüket vesztették. Több akna is megrongálta a várfalakat. A reményvesztett védők, először a zsoldosok, majd a magyar védők is, szabad elvonulás fejében feladták a várat. Másnap a kapun át kivonulókat a janicsárok letámadták, a zsoldosokat megölték a hatvani vérengzés okán, a magyar védőket pedig rabigába és börtönbe vetették.

## Utóélete
A várbevételt követően a törökök rövid időn belül megkezdték a vár kijavítását és erős, jól felfegyverzett csapatot tartottak a városban. Innen indultak portyázni és vezettek támadásokat Felső-Magyarország várai és települései ellen. A törökök építették az Alsó-kapu elé a Törökkertnek nevezett bástyát (kapuvédőművet) és a belső vár déli oldalán felépített két ágyúdombot (közülük a keleti a Szépbástya). A várbörtönben alkalmanként háromszáz rabot is őriztek, melyek közül több vakolatba karcolt írása máig fennmaradt.
A vár majd csak 1687. december 18-án került ismét keresztény kézre, mikor a tavasztól tartó körülzárást végül megelégelő, élelem nélkül maradt törökök, Rusztem pasa vezetésével Dori János őrgrófnak átadta a várat. A nyár folyamán az ostromlók felégették a város közelében levő földeket, a fontosabb útvonalakat megszállták, elvágták a várat az utánpótlástól. Októberben elestek Eger elővárai, Cserépvár, Sirok, Szarvaskő. Az időnként kitörő törökök decemberben már éhezve kezdték el a tárgyalásokat. December 17-én a vári levéltár szerint 4000 török 300 szekérrel hagyta el a várat és 400 magyar lovas kíséretében elvonult Nagyvárad felé.
A várvisszavételt követően királyi védősereg szállta meg, majd jelentősége a török kiűzését követően egyre csökkent. I. Lipót király és a bécsi Haditanács döntése nyomán Dumont hadmérnök 1702-ben az egész külső várat felrobbantotta. Az aknákkal felrobbantott várfalak és bástyák kőanyagát a helyiek építkezéseikre széthordták. A vár további bontását a Rákóczi-szabadságharc idején állították meg.